# Wederopbouwboerderij

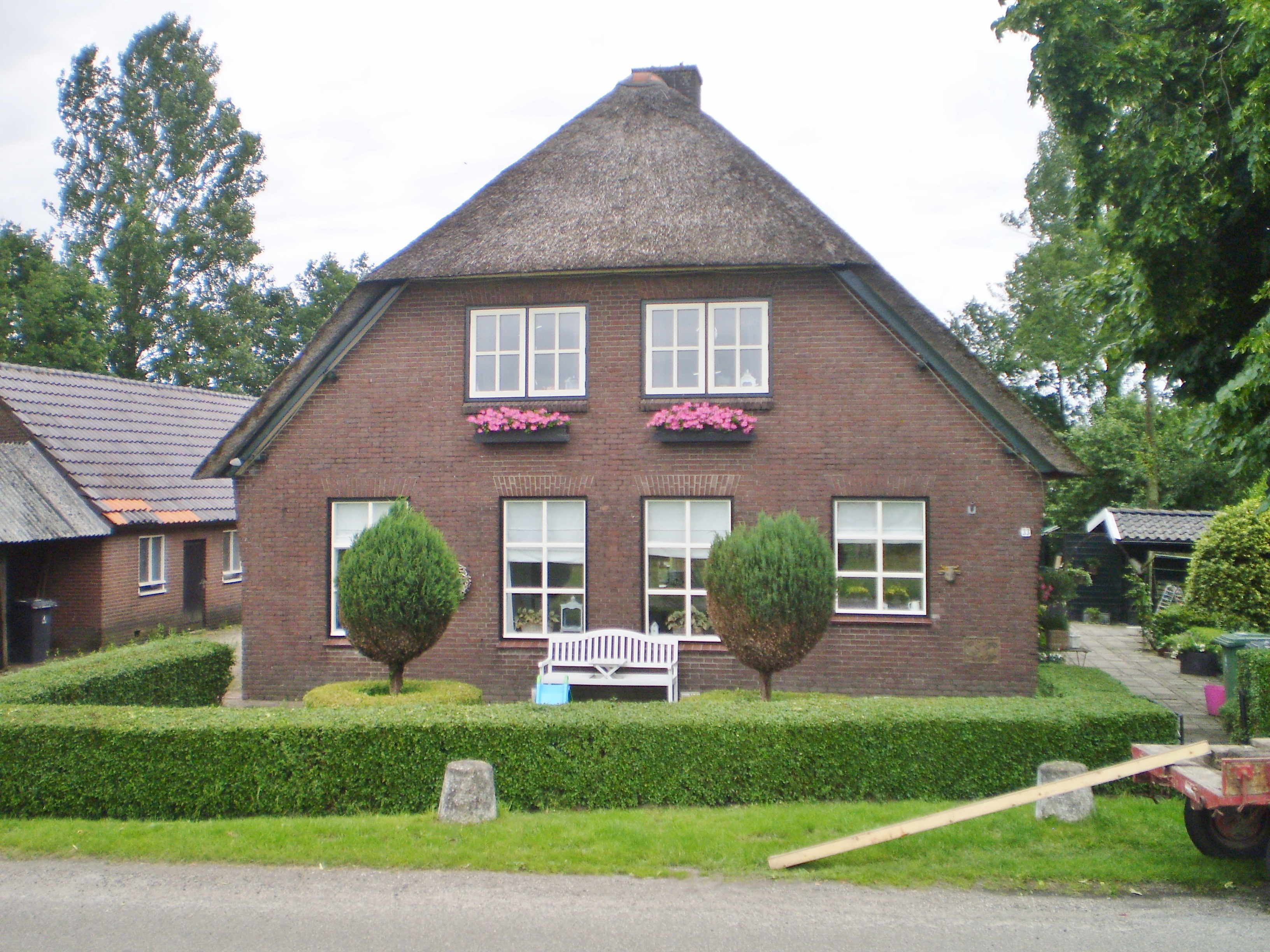
Wederopbouwboerderij aan de Eem bij Baarn

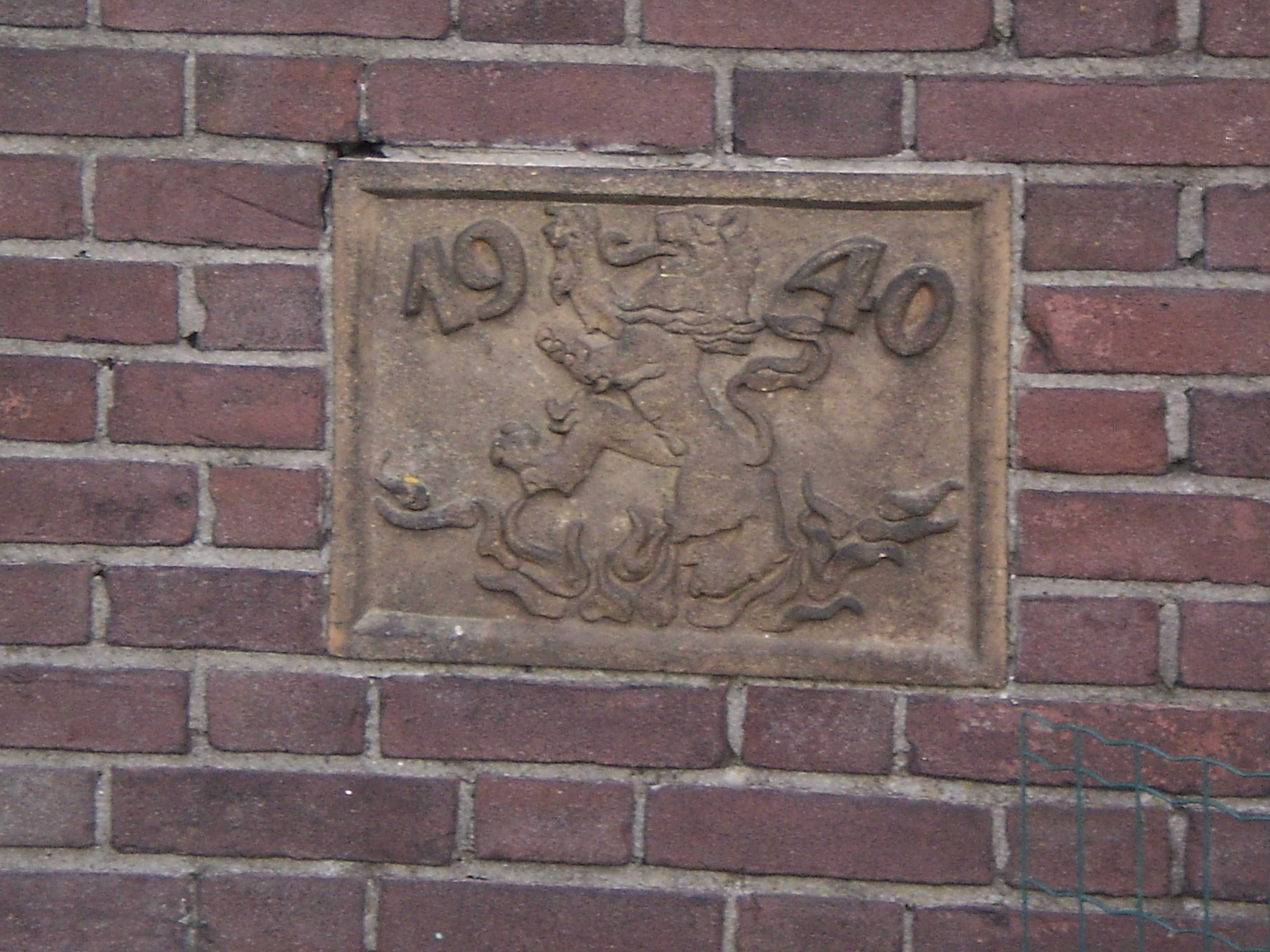
Gevelsteen met herrijzende leeuw

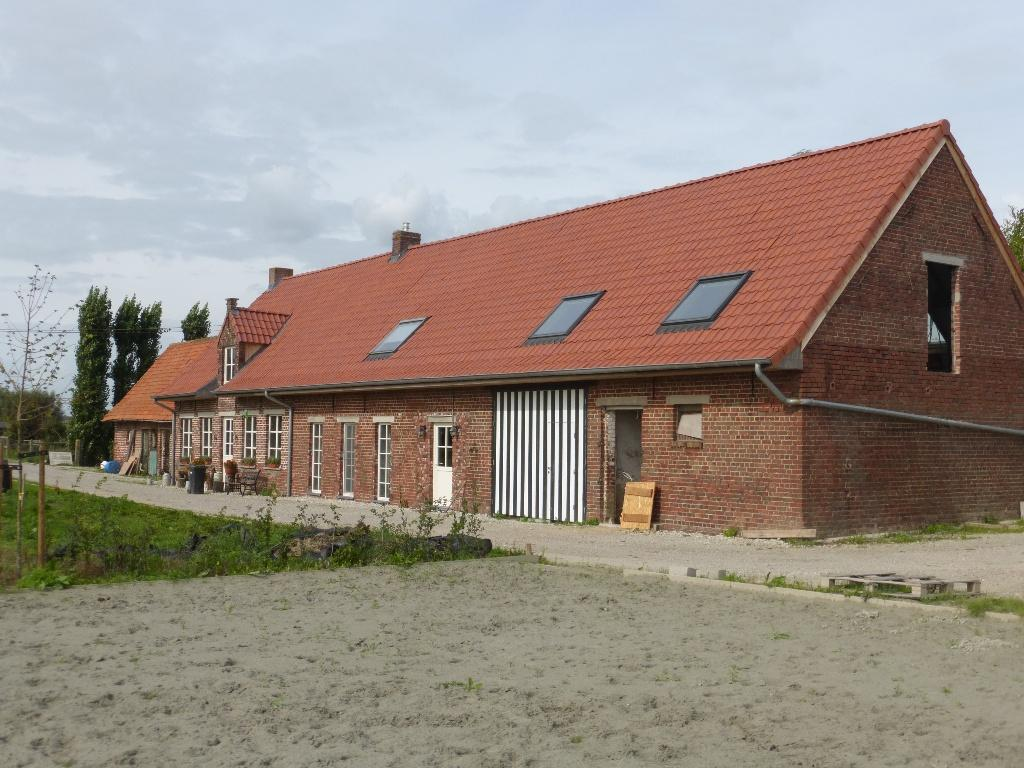
Wederopbouwhoeve in Ieper

Een wederopbouwboerderij is een Nederlandse boerderij die na in Tweede Wereldoorlog door oorlogshandelingen vernield te zijn daarna onder regie van de overheid is herbouwd. In België is de term wederopbouwhoeve en betreft het agrarische panden die na de verwoestingen van de Eerste Wereldoorlog vernieuwd moesten worden.

## Nederland
In Nederland zijn tussen 1940 en 1945 meer dan 8000 boerderijen verwoest of zwaar beschadigd. Een aantal daarvan werd gedwongen afgebroken voor onder meer de aanleg van de Atlantikwall, Duitse militaire vliegvelden of vernield bij het onder water zetten van gebieden. De meeste boerderijen gingen aan het eind van de oorlog verloren door krijgshandelingen bij de opmars van de geallieerde legers in Noord-Brabant, Limburg, de Betuwe en Oost-Nederland. De vele vaak in eenzelfde stijl herbouwde boerderijen vormen een herinnering aan de gevolgen die de oorlog ten plattelande met zich heeft gebracht.

### Wederopbouw
Voor de coördinatie van het herstel van verloren gegane agrarische gebouwen werd al op 15 juli 1940 door de rijksoverheid het Bureau Wederopbouw Boerderijen (BWB) opgericht. Nog in 1940 werden de eerste nieuwe boerderijen gebouwd door de MAVOG, ´MAteriaal VOorziening Grebbe’. De overheid ontwikkelde ook richtlijnen voor de wederopbouw, toetste de architectkeuze en controleerde bouwtekeningen. 
Bij de bouw werd gebruikgemaakt van de kennis die ingenieurs hadden opgedaan bij de gestandariseerde bouw van de boerderijen in de kort daarvoor drooggelegde Wieringermeerpolder. Boerderijen waren belangrijk voor de voedselvoorziening, zodat ze zo gauw mogelijk hersteld moesten worden. Er werd bij het ontwerp vooral gelet op het scheppen van voorwaarden voor een goede  bedrijfshygiëne, brandveiligheid en een efficiënte indeling. Een grote verbetering voor het bedrijfsgedeelte was dat de hilt, de zolder boven de koeien waar het hooi werd opgeslagen, niet meer in direct contact stond met de stal. De bedrijven zijn onder meer te herkennen aan de ventilatiekokers en de stenen zolders. Ze kregen ook elektriciteit en stromend water. De Nederlandse staat betaalde het grootste deel van de kosten.
Vrijwel alle opbouwboerderijen bezitten een gedenksteen in de gevel, waarop een uit de vlammen herrijzende leeuw is afgebeeld. Bijzonder is dat er gekozen is voor een afbeelding van een leeuw tijdens de Duitse bezetting.

#### Delftse School
Alle opbouwboerderijen werden gebouwd in de karakteristieke stijl van de Delftse School. Dit maakt de boerderijen ook nu nog heel herkenbaar. De Delftse School gebruikt traditionele en natuurlijke materialen. De standaardboerderijen zijn sober en doelmatig gebouwd en lijken wat op een verbeterde versie van een hallenhuis. De uiterlijke vormgeving van de boerderij moest wel aansluiten bij de architectonische tradities in de betreffende regio. 

### Grebbelinie
In tijd van oorlog werd in Nederland een aaneengesloten reeks laag gelegen gebieden onder water gezet. Hoofdverdedigingslijn was van oudsher de Nieuwe Hollandse Waterlinie met de Grebbelinie. De oude Grebbelinie werd in de tweede helft van 1939 in ere hersteld. Zwakke plekken werden afgeschermd door schansen of forten te bouwen. Sinds de 18de eeuw waren er vele boerderijen in het gebied gebouwd. Deze boerderijen lagen in het schootsveld van de kanonnen en konden bovendien als dekking voor een naderende vijand fungeren.
Met de toegenomen oorlogsdreiging van eind 1939 moesten sommige bedrijven in de Grebbelinie verdwijnen omdat ze in het schootsveld lagen. De bewoners werden in mei 1940 met hun vee geëvacueerd waarna de boerderijen met de hele inboedel door het Nederlandse leger werden afgebroken of in brand gestoken. Er gingen zo'n 300 boerderijen verloren. Ze werden in eerste instantie nog hetzelfde jaar vervangen door houten noodgebouwen. 

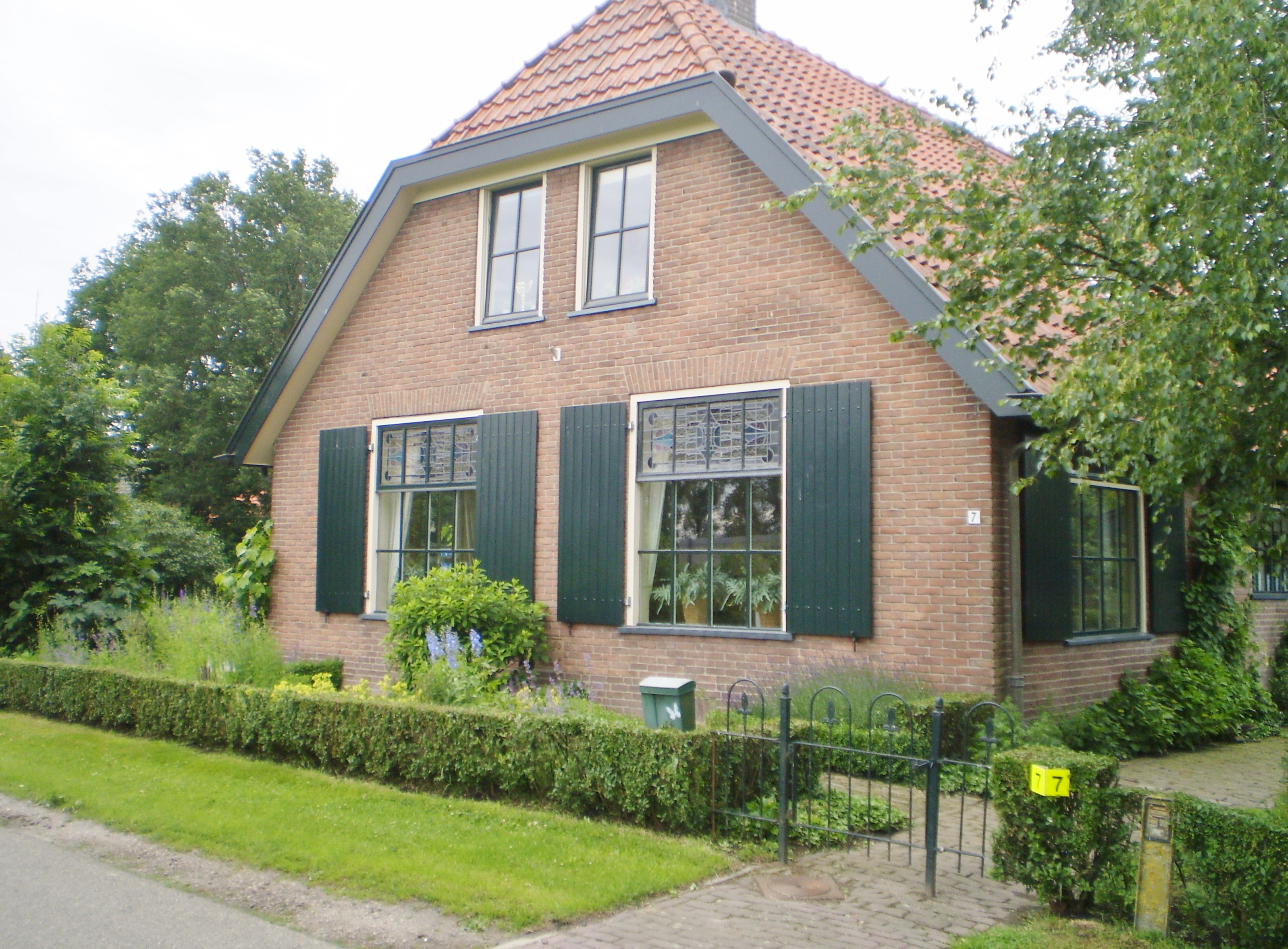
Slaagseweg, Hoogland
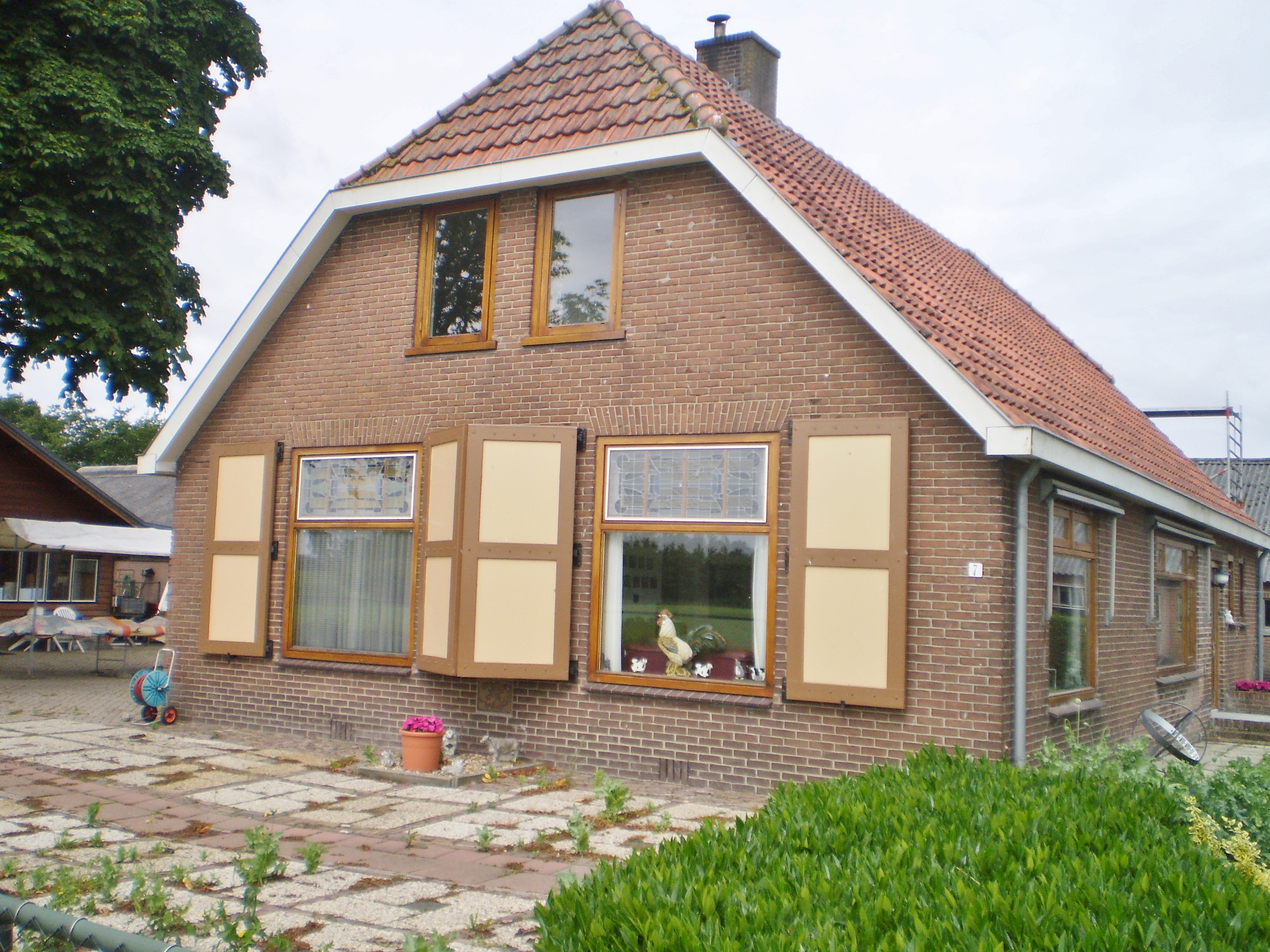
Krachtwijkerweg, Hoogland
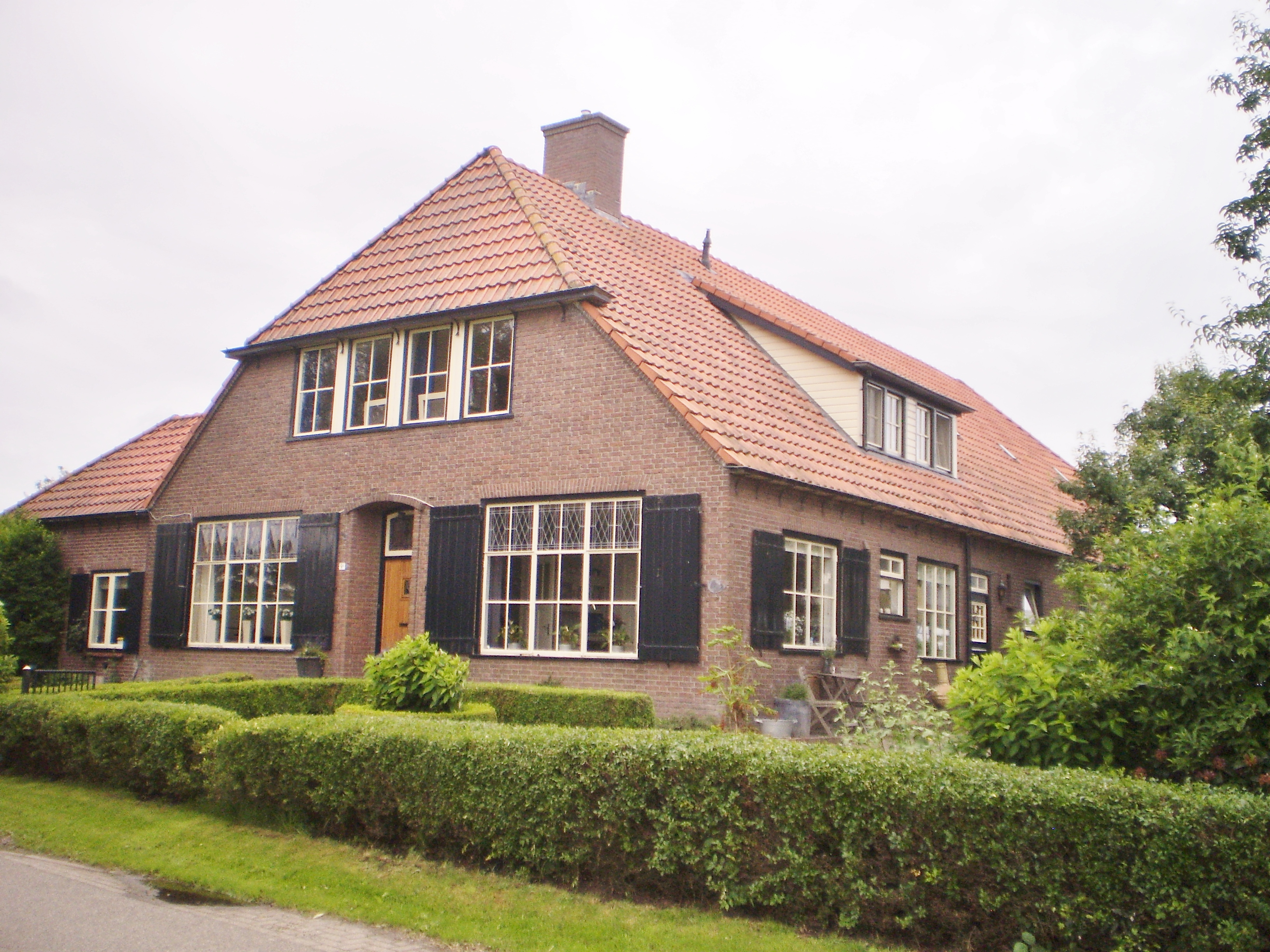
Slaagseweg, Hoogland
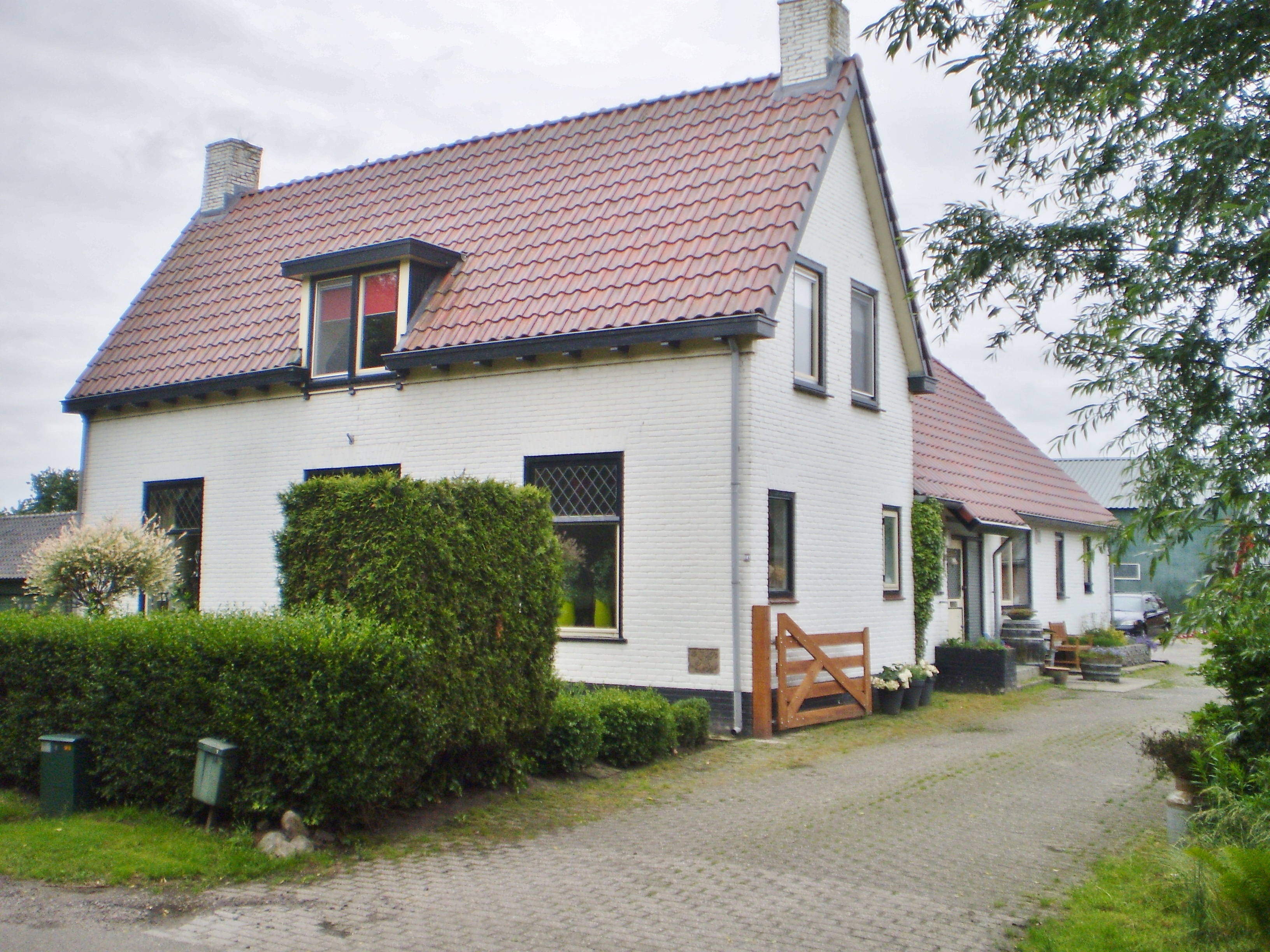
Slaagseweg, Hoogland, afwijkend uiterlijk

### Salland
In Salland was na 1945 de vervanging van 255 boerenbedrijven door wederopbouwboerderijen noodzakelijk. De meeste erven waren verloren gegaan bij de bevrijdingsopmars van de geallieerde strijdkrachten. Zo'n tachtig procent van toen gebouwde boerderijen bleek bij een inventarisatie in 2015 nog aanwezig. In dat jaar begon een onderzoeksproject om te bezien of behoud en restauratie van een aantal boerderijen mogelijk is. Gevreesd werd dat veel gebouwen in de nabije toekomst zullen worden gesloopt of onherkenbaar gewijzigd. Ze passen vaak niet meer in de agrarische bedrijfsvoering. Ander gebruik is zonder ingrijpende veranderingen moeilijk door lage zolderingen, de aanwezigheid van gierkelders en andere beperkingen.

## België
In Vlaanderen was de herbouw van agrarische panden noodzakelijk na de verwoestingen van de Eerste Wereldoorlog. Men noemt ze wederopbouwhoeves. In heel België waren na de oorlog zo'n 36.000 hoeves deels of volledig vernield. Het zwaartepunt van de oorlogsdestructie lag in West-Vlaanderen en dan weer met name in de Westhoekarrondissementen Ieper, Diksmuide en Veurne. Niet alleen waren de hoevegebouwen tot puin geschoten, maar ook de  landbouwgronden waren aangetast door de bouw van schuilplaatsen, prikkeldraadversperringen, loopgraven en kraters na granaatinslagen.
De wederopbouwhoeves werden of herbouwd op de oude funderingen of, soms op een nabijgelegen perceel, volledig nieuw gebouwd. Bij de herbouw hield men rekening met de monumentale waarde van de hoeve en belangrijke artistieke of historische kenmerken werden bij voorkeur volledig naar de vooroorlogse vorm met dezelfde materialen en aanzien heropgebouwd. Was hier geen sprake van dan werd de hoeve herbouwd conform de bouwwijze die in de regio gezichtsbepalend was. Men deed wel aanpassingen in de gebouwen om de efficiëntie of hygiene van de bedrijfsvoering te verbeteren.
De herbouw taak was groot en vanaf 9 april 1919 kregen de lokale autoriteiten steun van de landelijke coördinerende Dienst der Verwoeste Gewesten. Deze dienst had diverse taken waaronder de ondersteuning van het Koning Albertfonds, noodopvang, te ondersteunen, de terugkeer van de vluchtelingen te bevorderen en de financiering van herstelwerkzaamheden. Het Middenbureel van de dienst stelde tegen betaalbare prijzen bouwmaterialen ter beschikking van de teruggekeerde bevolking en zorgde ook voor de distributie naar de plaatsen waar het materiaal nodig was.

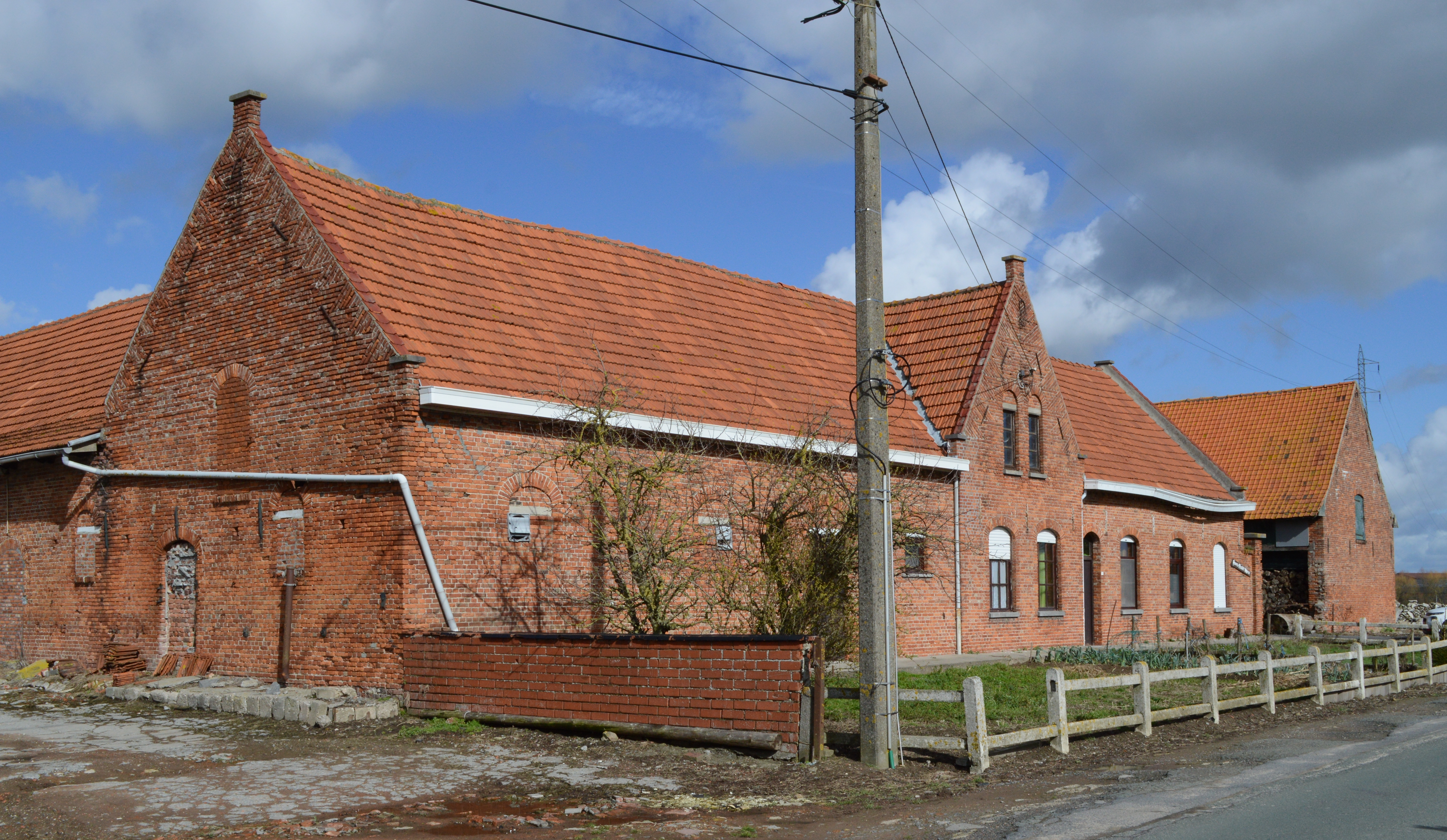
Hoeve Pont Mallethoeve in Heuvelland
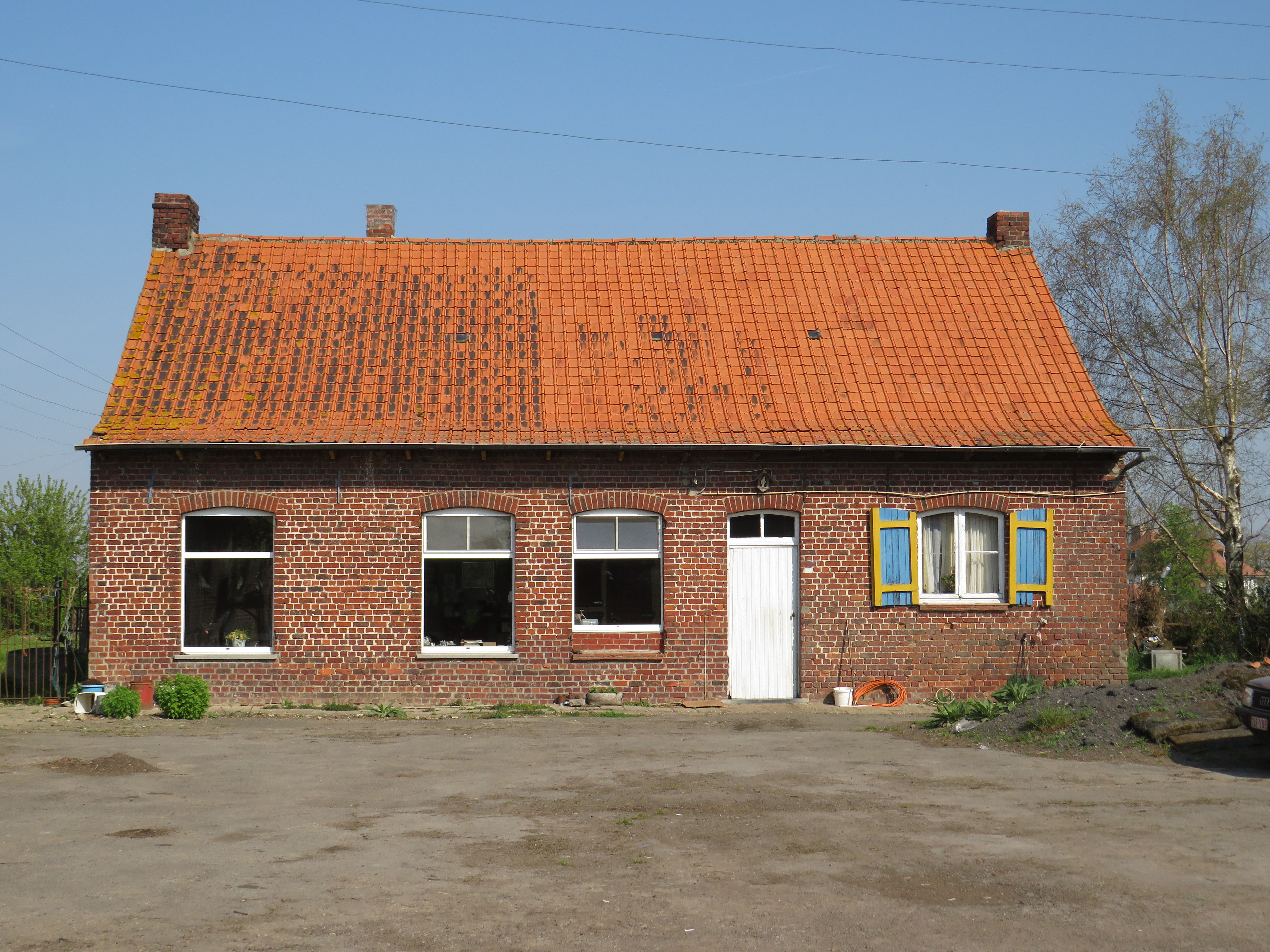
Wederopbouwhoeve, bij de Dienst der Verwoeste Gewesten gekend als de pachthoeve Gheyssens te Ieper
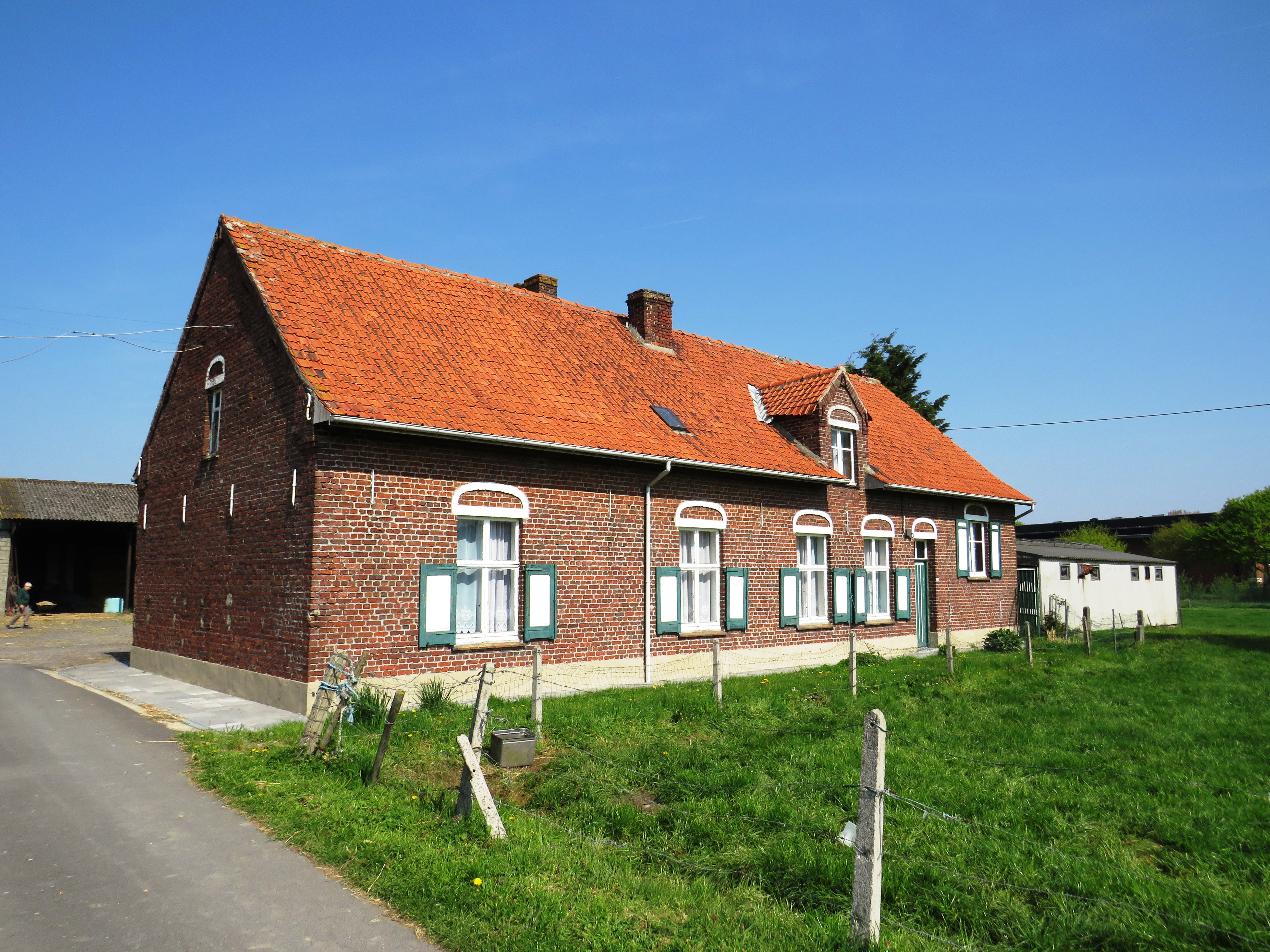
Wederopbouwhoeve uit de jaren 1920 bij Ieper